# Интерсити експрес
Интерсити експрес (ICE) (енгл. Intercity-Express, превод: међуградски експрес) су брзи возови немачке производње.
Возе углавном у Немачкој и деломично у суседним земљама. ICE возови су најбољи возови немачких железница.
Развој ICE возова је почео у осамдесетим годинама 20. века. Тренутно постоје три верзије, ICE 1 (1981), ICE 2 (1996) и најновији ICE 3 (1999). Најновији ICE 3 је познат као Сименс Веларо и производи га истоимена фирма.
 1 и ICE 2 такође возе за Швајцарску и Аустрију, док ICE 3 возе за Белгију. У јуну 2007. отворена је линија Париз-Франкфурт, на којој возе Талис и ICE.
Компанија Сименс је на бази ICE 3 изградила серију Сименс Веларо возова који су у потпуности производ ове компаније.
У 2001. години шпанске железнице су наручиле 16 Веларо возова, а касније су уговор проширили на још десет возова.
У новембру 2005. године Кина је наручила 60 Веларо возова.
Године 2006. потписан је уговор са руском владом о изради и одржавању ICE возова за руско тржиште. За потребе руског тржишта и према тамошњим стандардима направљен је Веларо РУС.

## Историја
Прве тестирајуће вожње обављене су 1985. са такозванима ICE-В возовима. ICE је 1. маја 1988. оборио тадашњи рекорд са брзином 406,9 km/h. Тај тип је 1996. наследио ICE-С.
По уговору са Немачким министарством за транспорт, наручен је 41 воз 1988, 1990. бројка је била већ код 60, због унификације са Источном Немачком. ICE мрежа је званично отворена 29. маја 1991.

## Прва генерација
Први возови (ICE 1) били су разреда 401, који је пуштен у саобраћај 1989.
Први регуларни воз у саобраћају је био 2. јуна 1991. на траси : Хамбург-Хановер-Касел-Вилсхелмхое-Фулда-Франкфурт-Манхајм-Алтона. Исте године се траса продужи до Минхена, Штутгарта и Вирцбурга.
Због недостатка возова, саобраћај је заживео тек 1992.

## Друга генерација
- 1997. је пуштена у рад новија генерација возова, ICE 2 (разред 402), са бољим балансом током вожње.

Прво су били коришћени на траси Берлин-Келн. Ови возови смањили су путовање и до 2,5 сата. Возови су имали максимално оптерећење веће него што је препоручивао међународни железнички савез (UIC), па су неки имали уграђене мање пантографе.
 1 и ICE 2 радили су на електричном напону 15 kV, и због тога саобраћали су само у земљама немачког говорног подручја.

## Трећа генерација
Да би возови били прихваћени по међународним стандардима, Немци су направили и трећу генерацију, ICE 3. Са мањом масом, возови су могли да путују и по Европи. Направљена су два нова разреда, 403 (domestic ICE 3) и 406 (ICE 3M), где слово М значи Мерсистем, значи може да се користи у електричним мрежама са различитим напонима. Означени су као Сименс Веларо.
Најновија брза траса је отворена у мају 2006, Нирнберг-Инголштат и поред пруге Франкфурт-Келн је једина пруга на којој дозвољава брзине иде до 300 km/h.

## Т иТД
Заједно са ICE 3 направљени су и дужи возови ICE Т па и дизелски ICE ТД. Сличног су дизајна као ICE 3. Ти возови су служили за спорије трасе. Године 2003. дизелски возови су одстрањени из саобраћаја због кварова и нерентабилности. Од 2004. служи и ICE Т2 генерација возова (разред 411.5).

## Несрећа у Ешедеју
Најпознатија и најтрагичнија несрећа са брзим возовима, десила се 3. јуна 1998. године код града Ешеде на линији Хановер-Хамбург. Воз ICE 884 „Вилхелм Конрад Рендген“ је искочио из шина при брзини 200 km/h након чега је погинуло 101 људи а 88 било тешко повређено а 106 лакше, од укупно 287 (макс. 681) путника и чланова посаде колико је било у возу.
Разлог несреће је био оштећен точак, чији обод се распао. Касније истраживање показало је, да је вероватно грешку направио механичар, који није уочио пукотину на точку. Након тога, ICE је почео радити модуларне точкове, којима се не могу десити такви кварови.
Немачке железнице платиле су путницима велику одштету.

## Техничке карактеристике
| Воз | Максимална брзина | Број седишта | Јачина мотора |
| --- | ----------------- | ------------ | ------------- |
| 1   | 328               | 345          | 9.600         |
| 2   | 310               | 400          | 4.800         |
| 3   | 368               | 415          | 8.000         |
| Т   | 253               | 367          | 4.000         |
| ТД  | 222               | 195          | 2.240         |